# Henry Cromwell
Henry Cromwell (Huntingdon, 20 gennaio 1628 – Wicken, 23 marzo 1674) è stato un militare e rivoluzionario inglese, quarto figlio di Oliver Cromwell.

## Biografia
Henry nacque a Huntingdon e servì sotto il comando di suo padre durante la seconda parte della rivoluzione inglese. Henry trascorse gran parte della sua vita in Irlanda, dove era stato inviato dal padre e dove aveva in breve tempo conquistato posizioni di potere. 
Nel 1653 Henry sposò Elizabeth (morta nel 1687), figlia di sir Francis Russell che gli diede cinque figli e due figlie.
Nel 1654 era di nuovo in Irlanda, dopo aver fatto molte raccomandazioni a suo padre, ora Lord protettore, riguardo al governo del paese; divenne generale delle forze armate in Irlanda e un membro del Consiglio irlandese di Stato.
Nominalmente era subordinato a Charles Fleetwood, ma dopo la partenza di Fleetwood per l'Inghilterra nel settembre 1655 divenne il vero padrone dell'isola. 
Nel 1657 consigliò a suo padre di non accettare la nomina a re. Dopo la morte di Oliver, Henry approvò la successione del fratello Richard.
Pur avendo rifiutato numerose proposte per assecondare la restaurazione di Carlo II Stuart, quando il re prese il potere, gli fu concesso di vivere in Inghilterra, nella abbazia di Spinney, nella contea del Cambridgeshire. 
Morì a Wicken nel 1674.